# Кръст на светиите Кирил и Методий (католически орден)
„Кръстът на светиите Кирил и Методий“ е орден на Католическата църква в България, връчван между 1906 и 1916 г.

## История
По време на своето архиерейско служене архиепископ Роберт Менини неофициално изпълнява ролята на представител на Католическата църква в България пред българското правителство, тъй като столицата спада към диоцеза на неговата епархия. През 1906 г. той с одобрението на папа Пий X основава Католически орден „Кръст на светиите Кирил и Методий“. Наградата се връчва на благотворители на Католическата църква в България от двата пола.
Орденът е бил тристепенен. Решение за награждаване се взема от религиозен съвет, състоящ се от Апостолическия викарий, неговия генерален викарий и секретар.
Медалът е бял емайлиран във формата на кръст, изработен от сребро, което е с позлатено покритие. Рамките са в зелен и червен цвят. В центъра на кръста е поставен кръгъл медальон с фигурите на светците от злато. Между кръстосаните рамена има три златни двустранни лъча. На гърба медальонът съдържа буквите P.B.EB. Панделката е бяла с тесни зелени и червени ивици по краищата.
Във варианта на кръста като декорация на врата е включена и блестяща гърда звезда, лежаща в калъфа. Отвън кутията е украсена с релефен герб на архиепископ Менини. Медалите са изработени от австрийския производител V. Mayer & Söhne.
- Орденът като декорация за врата в комплект с гърда звезда
- Кутията е украсена с релефен герб на архиепископ Менини.

Три години след основаването му българският цар Фердинанд I основава династичен орден със същото име „Св. св. равноапостоли Кирил и Методий“. Това донякъде предизвестява съдбата на католическия орден. През 1916 г. след смъртта на Менини, архивът на ордена е предаден на цар Фердинанд I и орденът не се връчва след това.

## Известни носители
- Маргарет Круп, съпруга на Фридрих Алфред Круп, наградена с ордена през 1908 г.